# 塔尔
塔尔（Tal），是印度中央邦勒德兰县的一个城镇。总人口13073（2001年）。

## 人口
该地2001年总人口13073人，其中男性6722人，女性6351人；0—6岁人口2183人，其中男1150人，女1033人；识字率57.92%，其中男性为67.35%，女性为47.95%。